# Dequalifikation
Dequalifikation bezeichnet den Verlust oder die Entwertung beruflicher Fähigkeiten und Fertigkeiten (Qualifikation).
Dequalifikation erfolgt, wenn ein Erwerbstätiger Arbeiten ausführen muss, die unter seiner Qualifikation liegen, ihn unterfordern oder berufsfremd sind. Damit einher geht letztendlich der Verlust des Status als anerkannte Fachkraft und oft auch niedrigere Entlohnung.
Insbesondere Arbeitslose büßen häufig wertvolle Fähigkeiten und Fertigkeiten ein. Durch die Nicht-Berufstätigkeit fällt die Weiterbildung so gut wie immer vollständig aus. Auch der ständige technische Fortschritt geht am Erwerbslosen vorbei. 
Dadurch leiden die Arbeitsmotivation und das Bemühen, einen Arbeitsplatz zu finden. Der Prozess der Arbeitssuche wird zusätzlich erschwert. Dequalifikation gilt als eine der Ursachen für Langzeitarbeitslosigkeit und steht im direkten Zusammenhang mit dem Phänomen der Hysterese.